# NHL (herní série)
NHL je název série simulátoru profesionální hokejové ligy vyvíjené studiem EA Canada a kterou každoročně vydává Electronic Arts pod značkou EASports. 
Hra je založena na licenci od National Hockey League (NHL), která umožňuje využití jmen týmů, stadionů, barev z této ligy ve hře a asociace National Hockey League Players' Association (NHLPA), která umožňuje užití použít jmen hráčů a informací o nich. 
Hra je každoročně vydávaná od roku 1991. Na platformu PC série vycházela mezi lety 1994–2009, poté již jen na herní konzole.

## Díly série
| Název             | Hodnocení | Platforma                      | Hráč na obálce                                                                                   | Poznámky |
| ----------------- | --------- | ------------------------------ | ------------------------------------------------------------------------------------------------ | --- |
| NHL Hockey        | -         | MD                             | Kelly Hrudey                                                                                     | Herní módy byly sezóna a playoff. Kvůli licenci se hra v Evropě jmenovala EA Hockey a obsahovala 22 národních týmů.                                                        |
| NHLPA Hockey '93  | -         | MD, SNES                       | Rod Brind’Amour (Philadelphia), Mike Richter (New York Rangers), Randy Moller (New York Rangers) | Hra byla bez licence NHL, takže místo názvů a log NHL týmů zde byly jen města. Hra pro MD jako jediná ze série obsahovala krev.                                            |
| NHL '94           | -         | DOS, Sega Mega CD, MD, SNES    | Tomas Sandström (Los Angeles), Andy Moog (Boston)                                                | Hra již byla oficiálně licencována NHL. |
| NHL 95            | -         | DOS, GB, GG, MD, SNES          | Alexej Kovaljov (New York Rangers), Kirk McLean (Vancouver)                                      | Přibyly herní módy exhibice, tréning, výstřely na branku (shootout) a možnost měnit v týmech jednotlivé hráče.                                                             |
| NHL 96            | -         | DOS, GB, MD, SNES              | Scott Stevens (New Jersey), Steve Yzerman (Detroit)                                              | Díl byl ve 3D s 2D texturami hráčů. Vrátily se bitky (naposledy v prvních dvou dílech).                                                                                    |
| NHL 97            | -         | DOS, PS1, SAT, MD, SNES, Win   | John Vanbiesbrouck (Florida)                                                                     | První díl plně ve 3D. Přibyly národní týmy Kanady, USA a Ruska, další dva týmy obsahují kompilaci nejlepších evropských hráčů.                                             |
| NHL 98            | -         | PS1, SAT, MD, SNES, Win        | Peter Forsberg (Colorado)                                                                        | Součástí již bylo 18 národních týmů, včetně Česka. |
| NHL 99            | -         | N64, PS1, Win                  | Eric Lindros (Philadelphia)                                                                      | Přibyl mód Kariéra. |
| NHL 2000          | -         | GBC, PS1, Win                  | Chris Pronger (St. Louis)                                                                        | Přibyl mód Tournament. Česká verze měla na obálce Richarda Šmehlíka. |
| NHL 2001          | 88 %      | PS1, PS2, Win                  | Owen Nolan (San Jose)                                                                            | K národním týmům přibyly Lotyšsko a Ukrajina. Česká verze měla na obálce Martina Ručinskeho.                                                                               |
| NHL 2002          | 79 %      | GBA, PS2, Win, Xbox            | Mario Lemieux (Pittsburgh)                                                                       | Novější patch nahradil načítací obrazovku New York Rangers se Světovým obchodním centrem obrázkem Sochy svobody.                                                           |
| NHL 2003          | 79 %      | GC, PS2, Win, Xbox             | Jarome Iginla (Calgary)                                                                          | Jakmile hráč odehraje dost triků, mohl se aktivovat mód GameBreaker, tím se mohlo dosáhnout velkého gólu, bodyčeku, nebo bitky. Česká verze měla na obálce Patrika Eliáša. |
| NHL 2004          | 85 %      | GC, PS2, Win, Xbox             | Dany Heatley (Atlanta), Joe Sakic (Colorado)                                                     | Byly zavedeny tři evropské ligy DEL, Elitserien a SM-liiga. |
| NHL 2005          | 77 %      | GC, PS2, Win, Xbox             | Markus Naslund (Vancouver)                                                                       | Obsahuje licenci IIHF a poprvé je zde zahrnut Světový hokejový pohár. |
| NHL 06            | 79 %      | GC, PS2, Win, Xbox             | Vincent Lecavalier (Tampa Bay)                                                                   | IIHF licence již není zahrnuta. Ve verzi PS2 je skrytá bonusová hra NHL'94.                                                                                                |
| NHL 07            | 79 %      | Xbox 360, PS2, PSP, Win, Xbox  | Alexandr Ovečkin (Washington)                                                                    | Představena čtvrtá evropská liga, česká Extraliga ledního hokeje. |
| NHL 08            | 85 %      | PS3, Xbox 360, PS2, Win        | Eric Staal (Carolina)                                                                            | Součástí je americká liga AHL a tzv. Goalie Mode, kde je možnost ovládat brankáře z kamery třetí osoby. Česká verze měla na obálce Jaromíra Jágra.                         |
| NHL 09            | 88 %      | PS3, Xbox 360, PS2, Win        | Dion Phaneuf (Calgary)                                                                           | Jediný díl s ruskou Superligou. NHL 2009 byla poslední verze pro PC. Česká verze měla na obálce Patrika Eliáše.                                                            |
| 3 on 3 NHL Arcade | 64 %      | PS3, Xbox 360                  | žádný                                                                                            | Hra tří hráčů proti třem, plus brankáři. |
| NHL 10            | 88 %      | PS3, Xbox 360                  | Patrick Kane (Chicago)                                                                           | Poprvé jsou hratelné týmy ze švýcarské National League A. Bitky jsou nyní z pohledu první osoby.                                                                           |
| NHL 11            | 88 %      | PS3, Xbox 360                  | Jonathan Toews (Chicago)                                                                         | Přibyly týmy z Canadian Hockey League. |
| NHL Slapshot      | 76 %      | Wii                            | Wayne Gretzky (Edmonton)                                                                         | Verze pro Wii, byly zde odstraněny boje. |
| NHL 12            | 86 %      | PS3, Xbox 360                  | Steven Stamkos (Tampa Bay)                                                                       | Hráči mohou nyní plně interagovat s brankářem. |
| NHL 13            | 83 %      | PS3, Xbox 360                  | Claude Giroux (Philadelphia)                                                                     | Bruslení je nyní ovlivněno podle dovednosti skutečných hráčů. |
| NHL 14            | 81 %      | PS3, Xbox 360                  | Martin Brodeur (New Jersey)                                                                      | Obsahuje NHL'94 Anniversary mode, kdy se dalo hrát ve stylu hry z roku 94.                                                                                                 |
| NHL 15            | 60 %      | PS4, XBO, PS3, Xbox 360        | Patrice Bergeron (Boston)                                                                        | Tato verze neobsahuje například online týmovou hru, sezónu a tournament, a bývala hodnocena jako nejslabší díl.                                                            |
| NHL 16            | 78 %      | PS4, XBO, PS3, Xbox 360        | Jonathan Toews (Chicago)                                                                         | Možnost vytvořit si vlastního hráče. |
| NHL 17            | 78 %      | PS4, XBO                       | Vladimir Tarasenko (St. Louis)                                                                   | Podruhé v sérii je zde hratelný Světový hokejový pohár. |
| NHL 18            | 75 %      | PS4, XBO                       | Connor McDavid (Edmonton)                                                                        | Přibyla hra tři na tři (Threes) a tréninkový kemp. Poprvé se zde představily ligy HockeyAllsvenskan, EBEL a CHL. Obsahuje licenci IIHF pro dresy Kanady a Německa.         |
| NHL 19            | 80 %      | PS4, XBO                       | P. K. Subban (Nashville)                                                                         | Poprvé umožněno hrát na venkovních hřištích. Přibyla také hra jeden na jednoho (Ones).                                                                                     |
| NHL 20            | 77 %      | PS4, XBO                       | Auston Matthews (Toronto)                                                                        | Autentické výstřely nejznámějších hráčů. |
| NHL 21            | 72 %      | PS4, XBO                       | Alexandr Ovečkin (Washington)                                                                    | Přibylo více speciálních pohybů a také režim Be A Pro. |
| NHL 22            | 71 %      | PS4, PS5, XBO, Xbox Series X/S | Auston Matthews (Toronto)                                                                        | IIHF licence je opět zahrnuta. Poprvé jsou zde ženské a juniorské týmy. |
| NHL 23            | 71 %      | PS4, PS5, XBO, Xbox Series X/S | Trevor Zegras (Anaheim), Sarah Nurse (Kanada/Ženy)                                               | Možnost vytvořit si vlastní ligu. |
| NHL 24            | 71 %      | PS4, PS5, XBO, Xbox Series X/S | Cale Makar (Colorado)                                                                            | Systém tlaku a únavy útočícího a bránícího týmu. |
| NHL 25            | -         | PS5, Xbox Series X/S           | Quinn Hughes (Vancouver)                                                                         | Vylepšená umělá inteligence ICE-Q |